# Marie de Valois
Marie Marguerite de Valois (1444–1473) byla nemanželská dcera krále Karla VII. Francouzského a jeho milenky Agnès Sorel.
Měla dvě sestry, Šarlotu de Valois (1446–1477) a Janu de Valois (* 1448).
Marie se provdala za hraběte Oliviera de Coétivy z Taillebourgu.